# Liga Premier de Cisjordania
La Liga Premier de Cisjordania (en inglés: West Bank Premier League, WBPL) es una de las dos principales divisiones de la Asociación Palestina de Fútbol. La otra es la Liga de Fútbol de la Franja de Gaza. 
Los clubes palestinos tienen una rica historia que se extiende desde principios de la década de 1920, pero muchos equipos quebraron debido al conflicto árabe-israelí.  La liga ha existido en Cisjordania desde 1977, pero debido a las dificultades asociadas con la ocupación israelí de Cisjordania y conflictos internos dentro de la Federación de Fútbol de Palestina, algunas temporadas no han llegado a completarse, si bien la Liga se ha disputado de manera ininterrumpida desde 2008. Con los años, el formato de la Liga ha tomado muchas formas diferentes. La temporada 2010-11 marcó la creación de la primera liga profesional en los territorios y vio fichajes de alto perfil para muchos clubes. En particular, Fadi Lafi (Hilal Al-Quds), Hernán Madrid (Wadi Al-Nes) y muchos palestinos israelíes que jugaban para equipos de la segunda y tercera división del fútbol israelí.
El formato original de la WBPL consistía en 12 equipos jugando entre sí dos veces en 22 jornadas; los dos clubes con menor puntuación eran relegados a la segunda división y el equipo con más puntos se coronaba campeón. El Markaz Shabab Al-Am'ari ganó la temporada inaugural superando al Hilal Al-Quds por un gol de diferencia.
La Liga de 2011-12 incluyó sólo 10 equipos, pero la Federación de Fútbol palestina anunció que se promocionarían cuatro equipos de la segunda división para retomar su tradicional formato de 12 equipos en la Liga. La Federación también modificó las normas de elegibilidad de los jugadores, prohibiendo el uso de jugadores extranjeros, pero dejando que los equipos tuvieran una cantidad ilimitada de ciudadanos israelíes de origen palestino en sus escuadras.

## Antes de la profesionalización
- En 1977, Silwan ganó una Liga de cinco equipos con 28 puntos, por delante de Al-Arabi Beit Safafa, YMCA, Al-Bireh y Shabab Al-Khaleel.
- En 1982, el Shabab Al-Khaleel ganó una Liga de 24 equipos con 81 puntos, 5 puntos por delante del YMCA.
- En 1984, el Merkaz Tulkarem ganó una Liga de 12 equipos haciendo 60 puntos, 1 punto por delante del Hateen FC.
- En 1985, el Shabab Al-Khaleel ganó su segundo título de Liga, una vez más compuesta por 12 equipos. El Shabab Al-Khaleel terminó con 60 puntos, 6 por delante del Thaqafi Tulkarem.
- En 1997, el Markaz Shabab Al-Am'ari ganó su primer título de liga haciendo 64 puntos en una competición de 16 equipos, mientras que elThaqafi Tulkarem terminó como subcampeón con 53 puntos.
- En la temporada 2008/09, el Tarji Wadi Al-Nes ganó una Liga de 22 equipos que determinaría a los miembros de la primera y segunda división. Consiguieron 49 puntos en 21 partidos.
- En la temporada 2009/10, el Jabal Al-Mukaber ganó una Liga de 12 equipos, la última antes de que la AFP instituyese una estructura profesional. Consiguieron 49 puntos en 22 partidos, 7 más que sus más cercanos perseguidores, el Hilal Al-Quds.

## Clubes temporada 2022-23

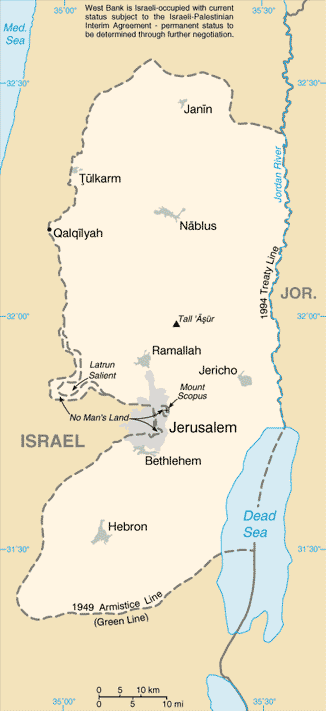
Cisjordania.

| Temporada 2022-2023     | Temporada 2022-2023  | Temporada 2022-2023 |
| Club                    | Ciudad               | Clasificación       |
| ----------------------- | -------------------- | ------------------- |
| Jabal al Mukaber        | Jabel Mukaber        | 1º                  |
| Hilal Al-Quds           | Jerusalén            | 2º                  |
| Shabab Al-Khaleel       | Hebrón               | 3º                  |
| Shabab al-Dhahiriya     | Al-Dhahiriya         | 4º                  |
| Markaz Balata           | Campamento de Balata | 5º                  |
| Thaqafi Tulkarem        | Tulkarem             | 6º                  |
| Taraji Wadi al-Nes      | Wadi al-Nes (Belén)  | 7º                  |
| Shabab Alsamu           | Hebrón               | 8º                  |
| Shabab Al-Bireh         | Al Bireh             | 9º                  |
| Ahli Al-Khalil          | Hebrón               | 10º                 |
| Markaz Shabab Al-Am'ari | Al-Ram               | 11º                 |
| Islami Kalkilia         | Kalkilia             | 12º                 |

## Palmarés
Torneos no oficiales:
- 1977: Silwan
- 1982: Shabab Al-Khaleel
- 1984: Merkaz Tulkarem
- 1984-85: Shabab Al-Khaleel
- 1997 Shabab Al-Am'ari

### Liga de Cisjordania (West Bank League)
| Temporada | Campeón                 | Subcampeón              |
| --------- | ----------------------- | ----------------------- |
| 2007      | Taraji Wadi Al-Nes SC   | Al-Birah                |
| 2008-09   | Taraji Wadi Al-Nes SC   | Markaz Shabab Al-Am'ari |
| 2009-10   | Jabal Al-Mukaber Club   | Hilal Al-Quds Club      |
| 2010-11   | Markaz Shabab Al-Am'ari | Hilal Al-Quds Club      |
| 2011-12   | Hilal Al-Quds Club      | Shabab Al-Khaleel SC    |
| 2012-13   | Shabab Al-Dhahiriya SC  | Hilal Al-Quds Club      |
| 2013-14   | Taraji Wadi Al-Nes SC   | Shabab Al-Dhahiriya SC  |
| 2014-15   | Shabab Al-Dhahiriya SC  | Markaz Shabab Balata    |
| 2015-16   | Shabab Al-Khalil SC     | Shabab Al-Khader SC     |
| 2016-17   | Hilal Al-Quds Club      | Nadi Thaqafi Tulkarem   |
| 2017-18   | Hilal Al-Quds Club      | Ahli al-Khaleel         |
| 2018-19   | Hilal Al-Quds Club      | Shabab Al-Khalil SC     |
| 2019-20   | Markaz Shabab Balata    | Markaz Shabab Al-Am'ari |
| 2020-21   | Shabab Al-Khalil SC     | Markaz Shabab Balata    |
| 2021-22   | Shabab Al-Khalil SC     | Jabal Al-Mukaber Club   |
| 2022-23   | Jabal Al-Mukaber Club   | Hilal Al-Quds Club      |

## Títulos por club
- Cantidad de campeonatos ganados por cada equipo desde 2007.[4]

| Club                    | Campeón | Años campeón           | Subtítulos | Años subcampeón        |
| ----------------------- | ------- | ---------------------- | ---------- | ---------------------- |
| Hilal Al-Quds Club      | 4       | 2012, 2017, 2018, 2019 | 4          | 2010, 2011, 2013, 2023 |
| Shabab Al-Khalil SC     | 3       | 2016, 2021, 2022       | 2          | 2012, 2019             |
| Taraji Wadi Al-Nes SC   | 3       | 2007, 2009, 2014       | -          |                        |
| Shabab Al-Dhahiriya SC  | 2       | 2013, 2015             | 1          | 2014                   |
| Jabal Al-Mukaber Club   | 2       | 2010, 2022             | 1          | 2022                   |
| Markaz Shabab Al-Am'ari | 1       | 2011                   | 2          | 2009, 2020             |
| Markaz Shabab Balata    | 1       | 2020                   | 2          | 2015, 2021             |
| Al-Birah                | -       | -----                  | 1          | 2007                   |
| Shabab Al-Khader SC     | -       | -----                  | 1          | 2016                   |
| Nadi Thaqafi Tulkarem   | -       | -----                  | 1          | 2017                   |
| Ahli al-Khaleel         | -       | -----                  | 1          | 2018                   |